# Кувшинський Микола Георгійович

Кувшинський Микола Георгійович

Микола Георгійович Кувшинський (*9 вересня 1936) — український учений-фізик. Доктор фізико-математичних наук, професор. Академік-засновник АН ВШ України (1992).

## Біографія
Закінчив факультет радіоелектроніки КПІ (1965). Упродовж тривалого часу працював на радіофізичному факультеті КНУ ім. Т. Шевченка. З 1980 р. — завідувач, а з 1987 р. — науковий керівник міжфакультетської науково-дослідної лабораторії прикладних проблем запису інформації. Докторську дисертацію «Оптична голографія на термопластичних середовищах» захистив 1980 р.

## Наукова діяльність
Наукові інтереси охоплюють фундаментальні дослідження електро- та фотофізичних властивостей органічних напівпровідників, розробку фізичних принципів запису оптичної інформації на цих матеріалах, створення нових методів голографічної інтерферометрії та апаратури для їх реалізації. Розробив технологію одержання плівок аморфних молекулярних напівпровідників, запропонував високочутливі реєструючі голографічні середовища. 
Автор понад 250 наукових праць, зокрема монографії «Фізика аморфних молекулярних напівпровідників» (1994), понад 40 авторських свідоцтв на винаходи.
Підготував 9 кандидатів та 1 доктора наук.
З 1993 р. — офіційний представник України в Міжнародному комітеті з фотографічної науки (ICSP).
Двічі лауреат Державної премії України в галузі науки і техніки  (1970, 1996). 
Один із ініціаторів створення АН ВШ України, Головний учений секретар Академії у 1992–1995 рр.